# Gaillac-d'Aveyron
Gaillac-d'Aveyron é uma comuna francesa na região administrativa de Occitânia, no departamento de Aveyron. Estende-se por uma área de 29,03 km². Em 2010 a comuna tinha 318 habitantes (densidade: 11 hab./km²).